# Сент-Пелажі (монастир)
'Сент-Пелажі (монастир)'  — паризький монастир, функціонував у 1662–1790 рр. Розташовувалася на вулиці Пюї де-л'Ерміт . 
Сюди направляли грішних дівчат, а також, за спеціальним указом короля, повій.
У подальшому — Сент-Пелажі (в'язниця) — паризька в'язниця, заснована у 1790 р. на місці монастиря.